# Нове Сади (Њитра)
Нове Сади (слч. Nové Sady) насељено је мјесто са административним статусом сеоске општине (слч. obec) у округу Њитра, у Њитранском крају, Словачка Република.

## Становништво
| Година:    | 1994. | 2004.    | 2014.   | 2024.   |
| ---------- | ----- | -------- | ------- | ------- |
| Број људи: | 1992  | 1273     | 1294    | 1312    |
| Разлика:   |       | -36,09 % | +1,64 % | +1,39 % |

| Година:    | 2023. | 2024.   |
| ---------- | ----- | ------- |
| Број људи: | 1317  | 1312    |
| Разлика:   |       | -0,37 % |

Према подацима о броју становника из 2011. године насеље је имало 1.288 становника.